# Miyuki Nakajima
Miyuki Nakajima (中島 美雪?, Nakajima Miyuki; Sapporo, 23 febbraio 1952) è una cantante giapponese.

## Discografia
- Watashi no Koe ga Kikoemasuka (私の声が聞こえますか?) (1976)
- Minna Itte Shimatta (みんな去ってしまった?) (1976)
- A Ri Ga To U (あ・り・が・と・う?) (1977)
- Aishiteiru to Ittekure (愛していると云ってくれ?) (1978)
- Shin-ai Naru Mono e (親愛なる者へ?) (1979)
- Okaerinasai (おかえりなさい?) (1979)
- Ikiteitemo Iidesuka (生きていてもいいですか?) (1980)
- Month of Parturition (臨月?, Ringetsu)" (1981)
- Kansuigyo (寒水魚?) (1982)
- Hunch (予感?, Yokan) (1983)
- How Do You Do (はじめまして?, Hajimemashite) (1984)
- Change (御色なおし?, Oiro Naoshi) (1985)
- miss M. (1985)
- 36.5°C (1986)
- Miyuki Nakajima (中島みゆき?, Nakajima Miyuki) (1988)
- Goodbye Girl (グッバイ ガール?, Gubbai Gāru) (1988)
- Kaikinetsu (回帰熱?) (1989)
- Yoru wo Yuke (夜を往け?) (1990)
- Utadeshika Ienai (歌でしか言えない?) (1991)
- East Asia (1992)
- Jidai (時代～Time Goes Around?, Time Goes Around) (1993)
- Love or Nothing (1994)
- 10 Wings (1995)
- Paradise Cafe (パラダイス・カフェ?, Paradaisu Kafe) (1996)
- Be Like My Child (わたしの子供になりなさい?, Watashi no Kodomo ni Narinasai) (1998)
- Sun: Wings (日-WINGS?, Hi -Uingusu-) (1999)
- Moon: Wings  (月-WINGS?, Tsuki -Uingusu-) (1999)
- Short Stories (短編集?, Tanpenshū) (2000)
- Lullaby for the Soul (心守歌?, Kokoromoriuta) (2001)
- Otogibanashi: Fairy Ring (おとぎばなし -Fairy Ring-?, Otogibanashi -Fearī Ringu) (2002)
- Love Letter (恋文?, Koibumi) (2003)
- Ima no Kimochi (いまのきもち?) (2004)
- Ten-Sei (転生?, Tensei) (2005)
- Lullaby Singer (ララバイSINGER?, Rarabai Shingā) (2006)
- I Love You, Do You Hear Me? (I Love You, 答えてくれ?, Ai Ravu Yū, Kotaetekure) (2007)
- Drama! (2009)
- Midnight Zoo (真夜中の動物園?, Mayonaka no Dōbutsuen) (2010)
- From the Icy Reaches (荒野より?, Kōya Yori) (2011)
- Night-light (常夜灯?, Jōyatō) (2012)
- Hard Problems (問題集?, Mondaishū) (2014)